# Stefan Lochner

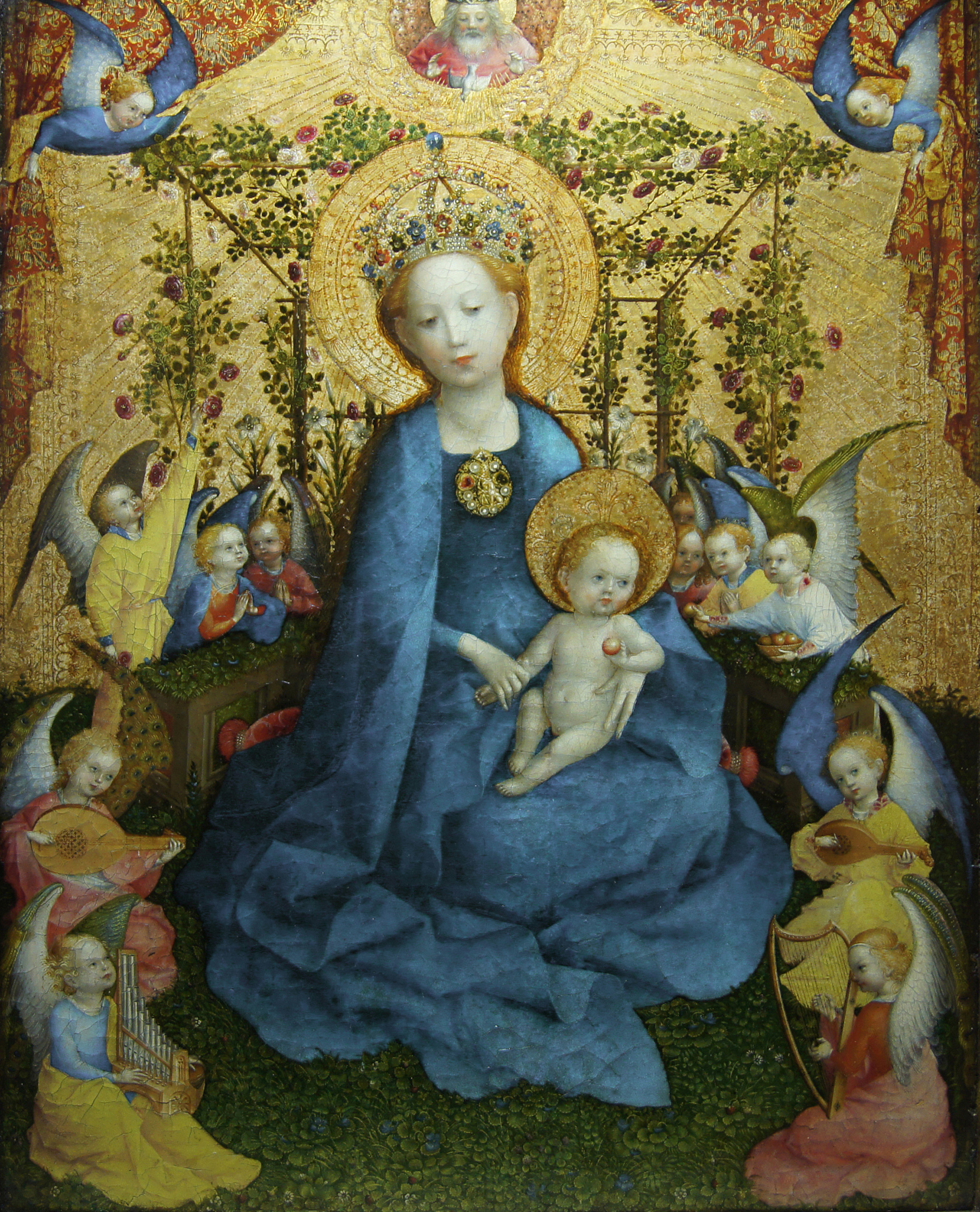
Madonna w altanie różanej, ok. 1440

Stefan Lochner, też mistrz Stefan (niem. Meister Stefan) (ur. ok. 1400 w Meersburgu, zm. przed 24 grudnia 1451 w Kolonii) – niemiecki malarz, jeden z czołowych przedstawicieli malarstwa tablicowego doby późnego gotyku.

## Życiorys
Data urodzenia artysty nie jest sprecyzowana. Urodził się w Meersburgu nad Jeziorem Bodeńskim. W młodości zapoznał się z twórczością gotyckich realistów Lucasa Mosera i Konrada Witza. W 1430 roku przybył do Kolonii – odtąd aż do śmierci związał się z tym miastem, jednym z przodujących wówczas ośrodków artystycznych. Gros swoich dzieł wykonał w tym mieście, gdzie tradycje stylu międzynarodowego zaczęły ustępować nowym tendencjom artystycznym (głównie realizmowi, rozpowszechnionemu w Niderlandach przez takie postacie jak Jan van Eyck czy Robert Campin). 

## Twórczość
Obrazy Lochnera cechuje z jednej strony charakterystyczny dla stylu międzynarodowego sposób modelowania twarzy, daleko idąca idealizacja postaci, „dworska” reprezentacyjność oraz bogactwo dekoracji; gama barw oscyluje wokół intensywnych kolorów – twórca preferował tradycyjne gotyckie złote tło. Z drugiej strony pojawiają się wpływy realizmu niderlandzkiego, czego kwintesencją jest obraz „Sąd Ostateczny”.

## Ważniejsze dzieła
- Ołtarz Trzech Króli zw. także Ołtarzem Świętych Patronów (ok. 1440) – Katedra św. Piotra i Najświętszej Marii Panny w Kolonii.
- Madonna w altanie różanej (ok. 1440) – Kolonia, Wallraf-Richartz-Museum.
- Sąd Ostateczny (ok. 1435) – Kolonia, Wallraf-Richartz Museum.
- Adoracja Dzieciątka (1445) – Monachium, Stara Pinakoteka.
- Prezentacja Dzieciątka w świątyni (1447) – Darmstadt, Hessisches Landesmuseum.
- ŚŚ. Marek, Barbara i Łukasz (1445–1450) – Kolonia, Wallraf-Richartz Museum.

## Galeria

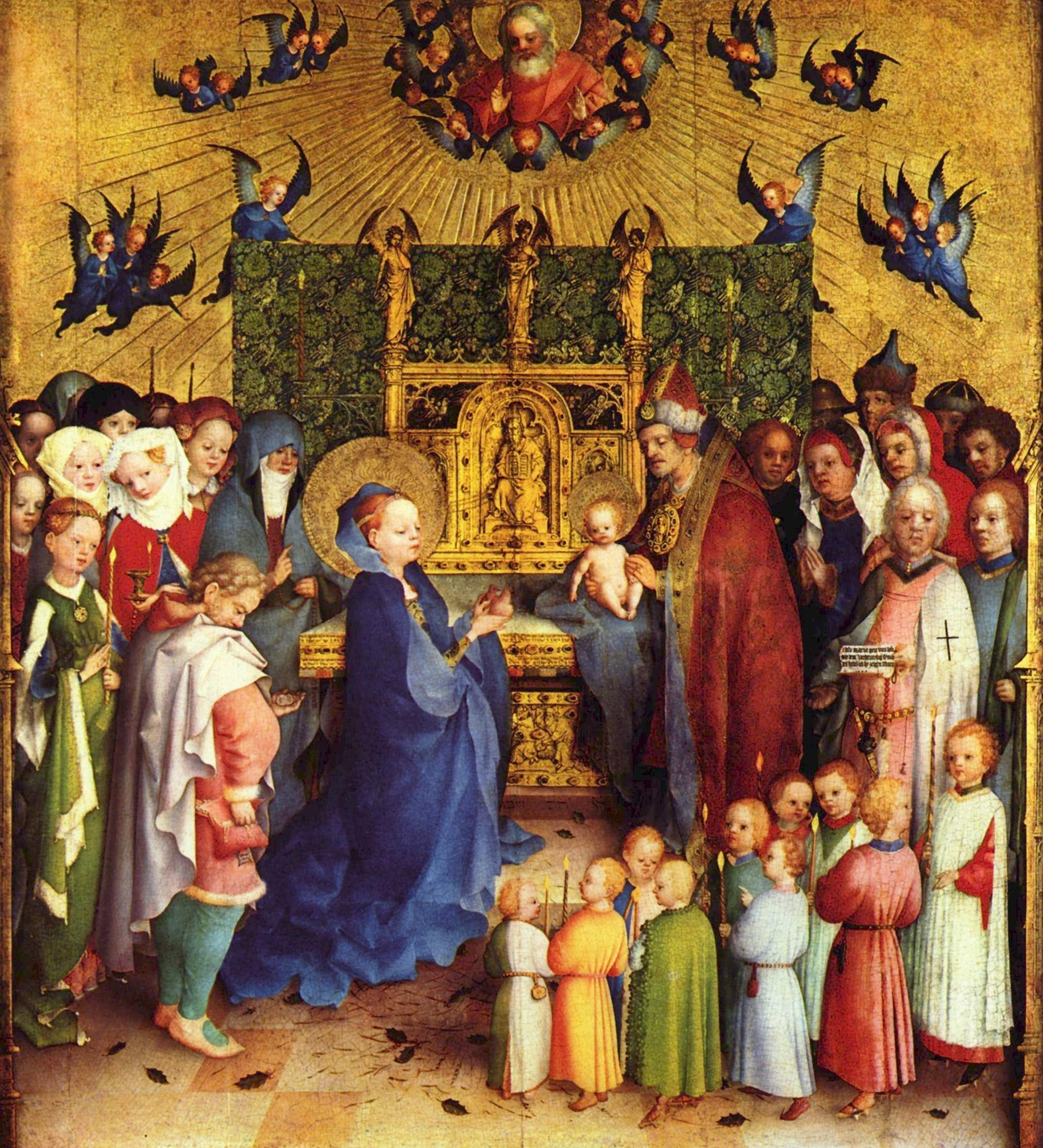
Prezentacja Dzieciątka w świątyni, 1447
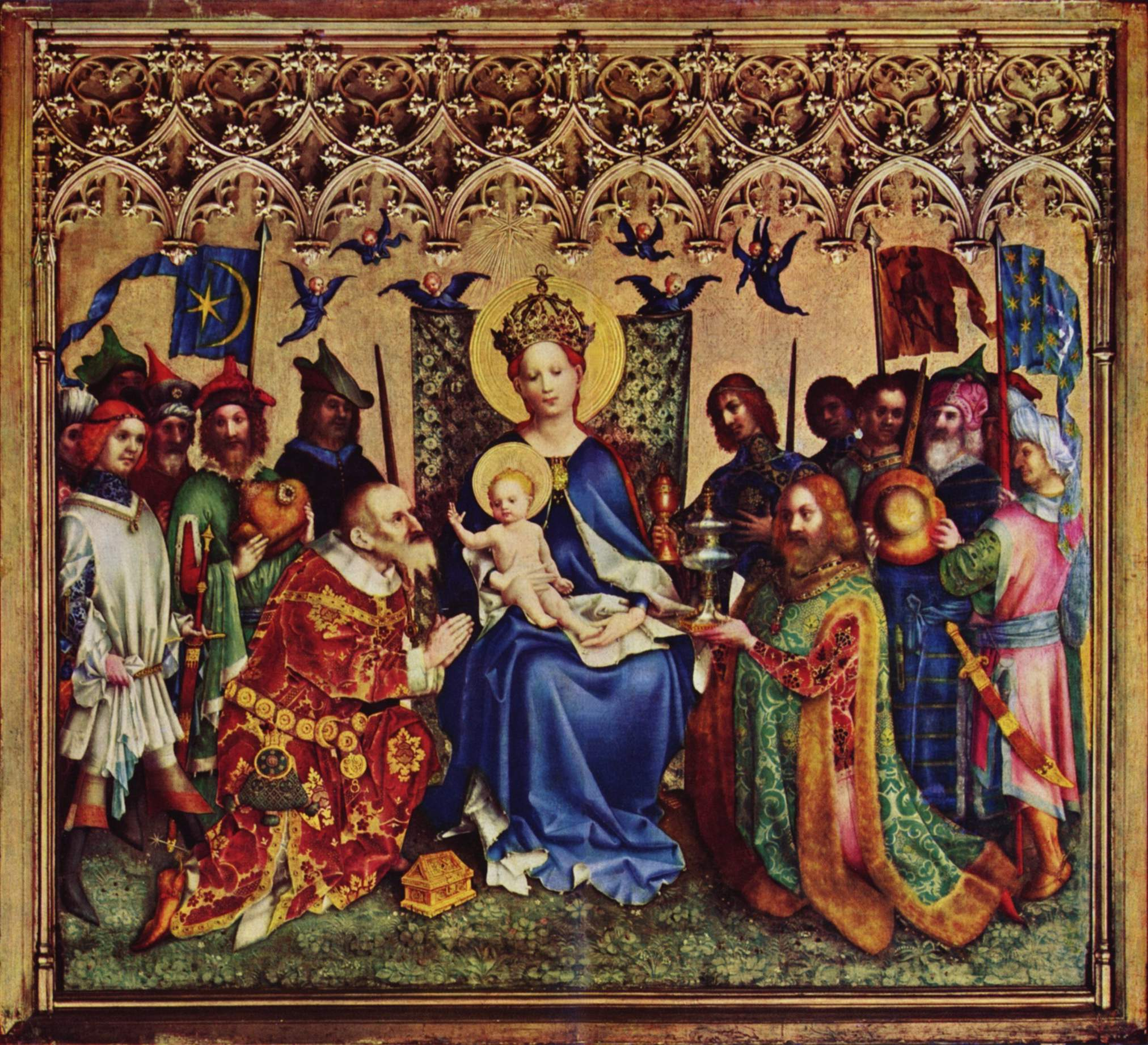
Ołtarz Trzech Króli, ok. 1440
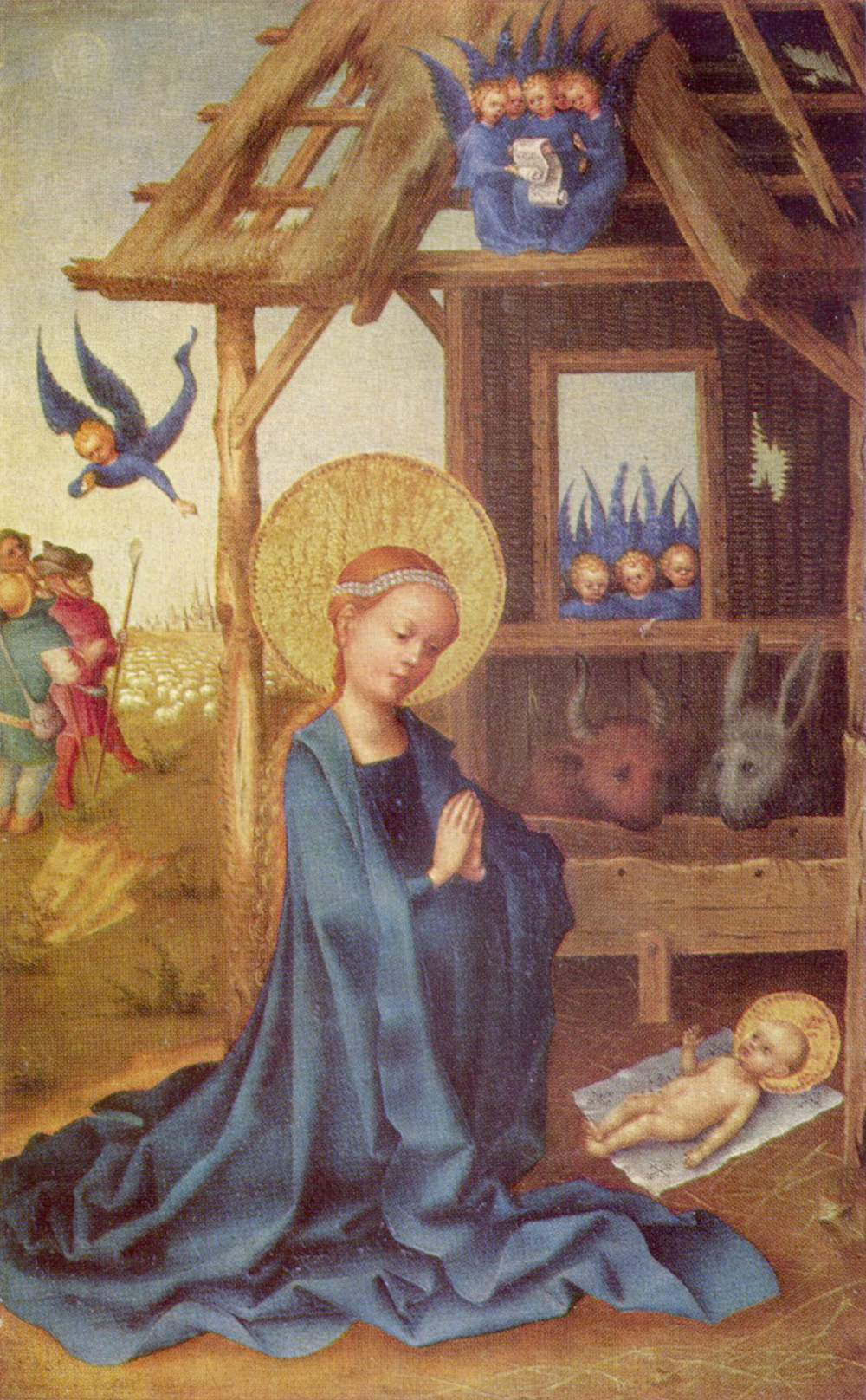
Adoracja Dzieciątka, 1445
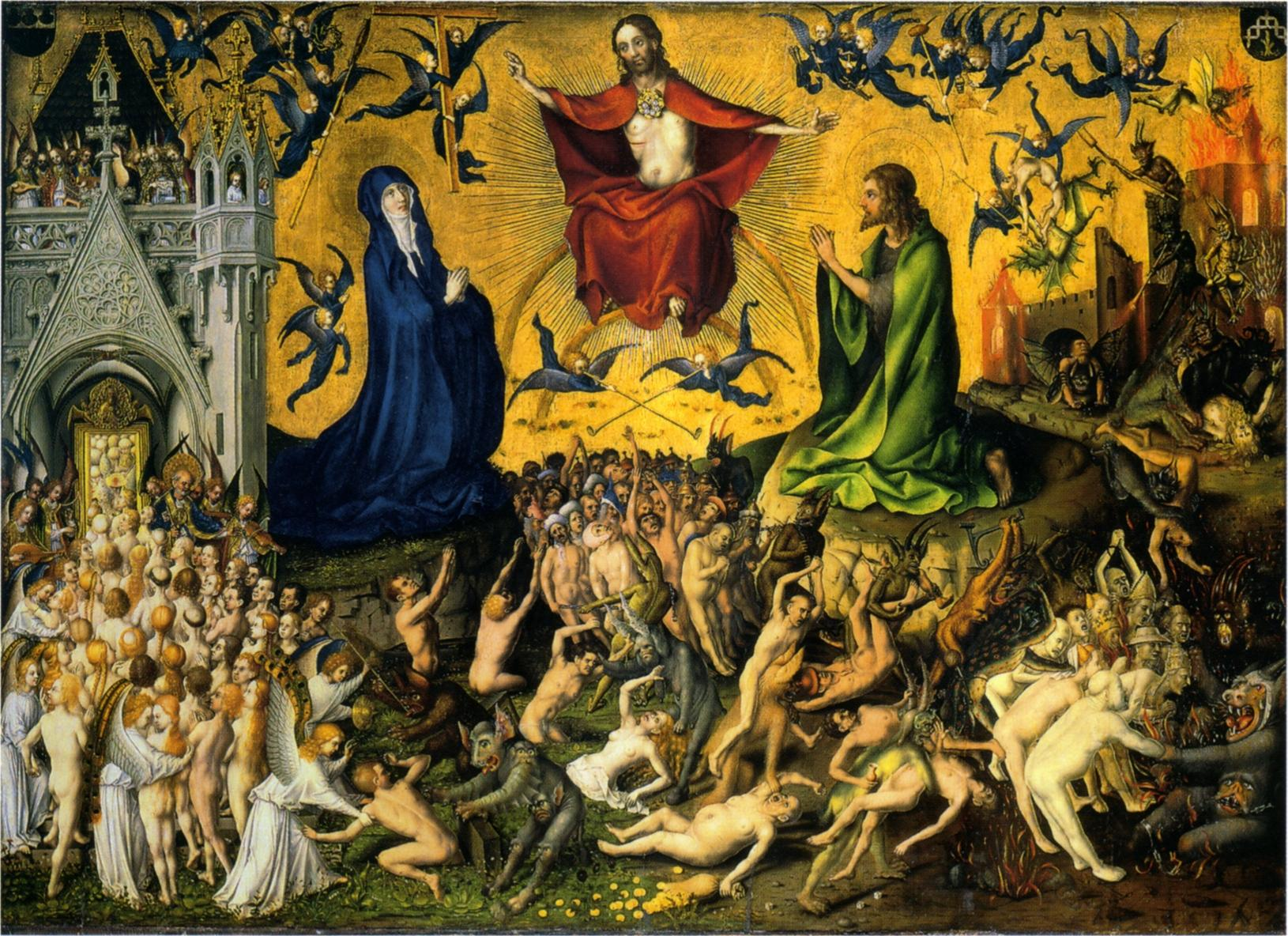
Sąd Ostateczny, 1435